# Llíber
Llíber ist eine spanische Gemeinde (municipio) in der Provinz Alicante mit einer Bevölkerung von 905 Einwohnern (Stand: 2024). 

## Lage
Llíber liegt etwa 85 Kilometer nordöstlich von Alicante und etwa 95 Kilometer südsüdöstlich von Valencia in einer Höhe von 190 m am Río Gorgos nahe der Mittelmeerküste.

## Geschichte

### Bevölkerungsentwicklung
| Jahr      | 1970 | 1981 | 1991 | 2001 | 2011 | 2021 |
| Einwohner | 422  | 420  | 469  | 671  | 927  | 967  |

## Sehenswürdigkeiten

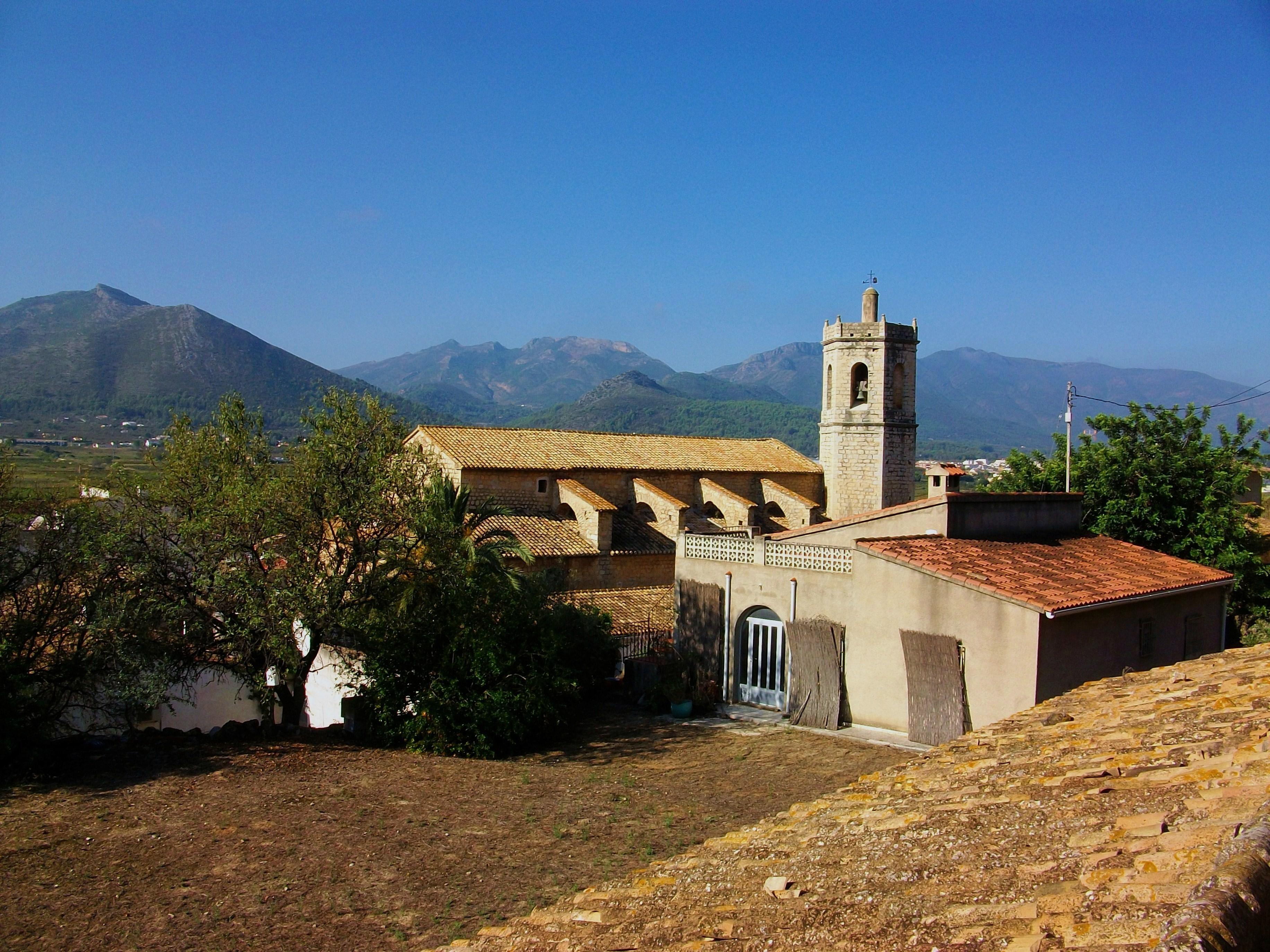
Cosmas-und-Damian-Kirche

- Cosmas-und-Damian-Kirche